# Bernard Lefort
Pour les articles homonymes, voir Lefort.
Bernard Lefort est un chanteur lyrique français, puis directeur de scènes lyriques. né le 29 juillet 1922 à Argenteuil et mort le 19 janvier 1999 dans le 8e arrondissement de Paris.

## Biographie
Enfant, Bernard Lefort est élève de l'institution Sainte-Croix de Neuilly et chante dans le chœur du collège, les Petits chanteurs de Sainte-Croix de Neuilly,,. 
Il poursuit ses études à l’École libre des sciences politiques, puis étudie le chant au Conservatoire national supérieur de musique de Paris.
Bernard Lefort commence une carrière de baryton, principalement dans les mélodies françaises (Germaine Tailleferre composera à son intention son Concerto des vaines paroles, pour baryton et orchestre en 1956), mais aussi dans l'opérette et l'opéra (il se produit au milieu des années 1950 au Théâtre du Châtelet et à l'Opéra de Paris). En 1960, une grave maladie le contraint à abandonner le chant.
Il devient agent artistique et prend la direction artistique du festival de Lausanne, puis dirige l'Opéra de Marseille de 1965 à 1968. 
Il dirige ensuite le Festival d'automne à Paris et le Festival de Royaumont.
Il dirige le Festival d'Aix-en-Provence de 1974 à 1980 où « son septennat (…) fut certainement le moment le plus réussi de sa carrière, avec l'ouverture de la manifestation à un nouveau répertoire, à la fois baroque et romantique italien, et l'invitation lancée à des artistes de renom, la Caballe, Horne, Rysanek, Carreras, Lavelli, Jean-Pierre Vincent, etc. ».
Il succède à Rolf Libermann à l'Opéra de Paris en octobre 1980, et y créé l'école d’art lyrique. Il quitte l’institution en juillet 1982 à la suite d’une violente campagne de dénigrement de la CFDT. 
Il fera quelques apparitions au cinéma, notamment dans le film Hiver 54, l'Abbé Pierre dans le rôle du préfet de police aux côtés de Lambert Wilson .
Bernard Lefort met fin à ses jours à 76 ans, le 19 janvier 1999 à Paris.

### Postérité
Au cours d’un séjour à New York, dans les années 1980, un ami offre à Bernard Lefort un Leica avec lequel il réalise de nombreuses images de la ville, dont certaines spectaculaires des Twin Towers. Vingt deux sont conservées au musée du « Ground zero » à New York. 

## Décorations
- Commandeur de l'ordre des Arts et des Lettres Il est fait commandeur le 7 janvier 1981[9].